# Rhagoletis cerasi
Rhagoletis cerasi es una especie de mosca tefrítida conocida con el nombre común de mosca de la cereza o mosca de la cereza europea (para distinguirla de la mosca de la cereza norteamericana, Rhagoletis cingulata). Es la mayor plaga de las cosechas de cerezas en Europa. También se la encuentra en Siberia, los Caúcasos, Asia central y Altái. Se la vio por primera vez en Norteamérica en 2015.

## Descripción
Rhagoletis cerasi mide de 3.5 a 5 mm. Son mosquitas pequeñas, de cuerpo brillante negro o marrón oscuro casi negro.Las alas son transparentes con cuatro barras oscuras. Los ojos son verdes con reflejos rojizos. La cabeza es marrón. El escutelo y las patas son amarillas.
En apariencia es similar a Rhagoletis berberidis.

## Biología
Los adultos se encuentran desde el fin de mayo a principios de julio. Se alimentan de las secreciones azucaradas producidas por la cereza o por insectos (como la melaza de pulgones). Después de 10 a 15 días las hembras depositan 50 a 80 huevos de a uno en la pulpa de la fruta. Después de 6 a 12 días los huevos eclosionan y las larvas ápodas y blancas de 4 a 6 mm de largo comienzan a alimentarse de la pulpa de la fruta. Cuando la fruta va madurando las larvas la abandonan y entran en el estadio de pupas en el suelo. Generalmente esta especie tiene una generación por año o cada dos años.
Son una seria plaga de los cerezos en Europa y Asia, Se trata de controlar con nematodos patogénicos. También dañan otras frutas como damascos, Lonicera, Berberis y otros.

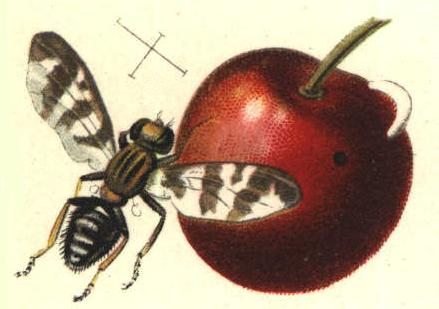
Dibujo
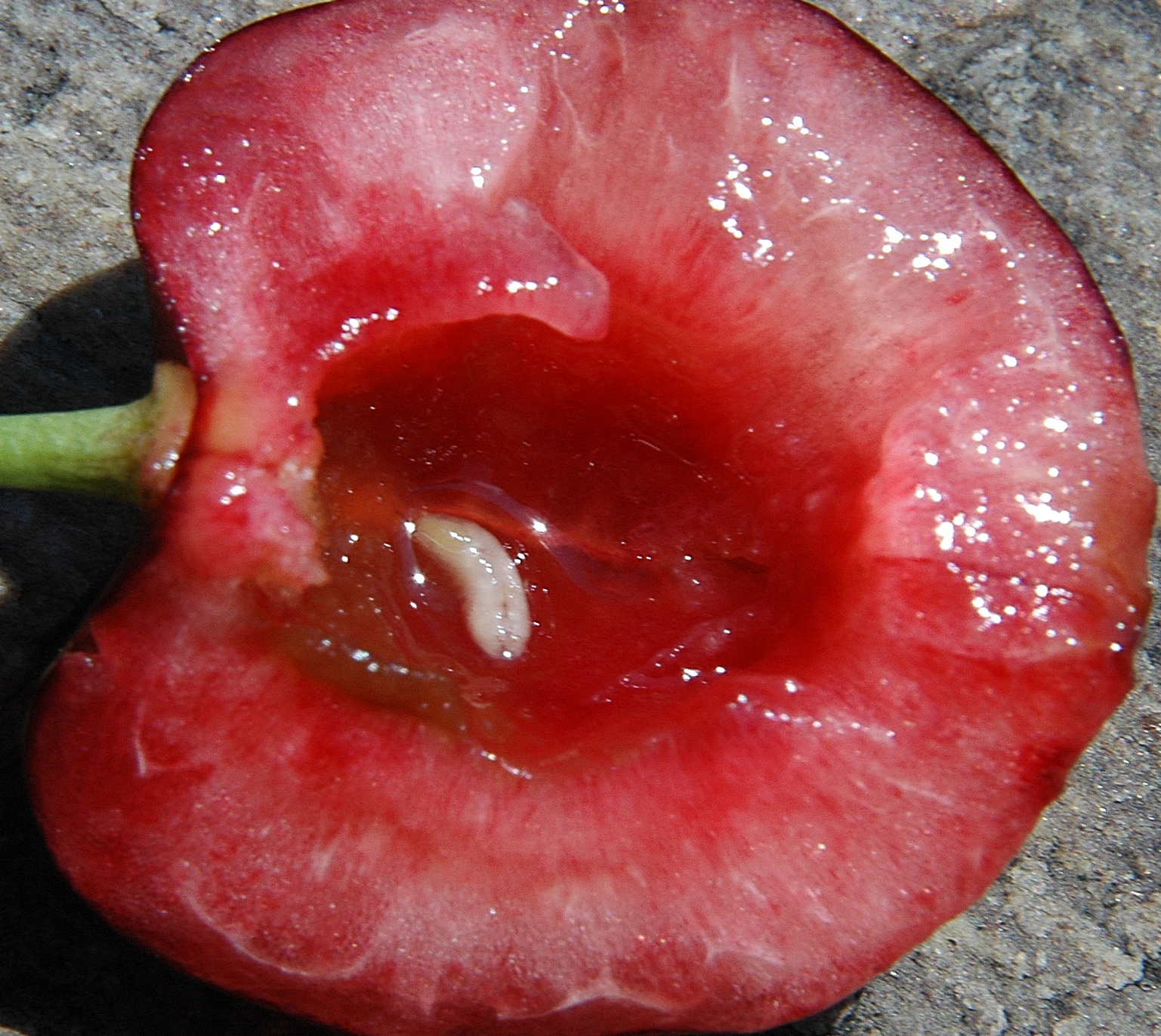
Larva en una fruta
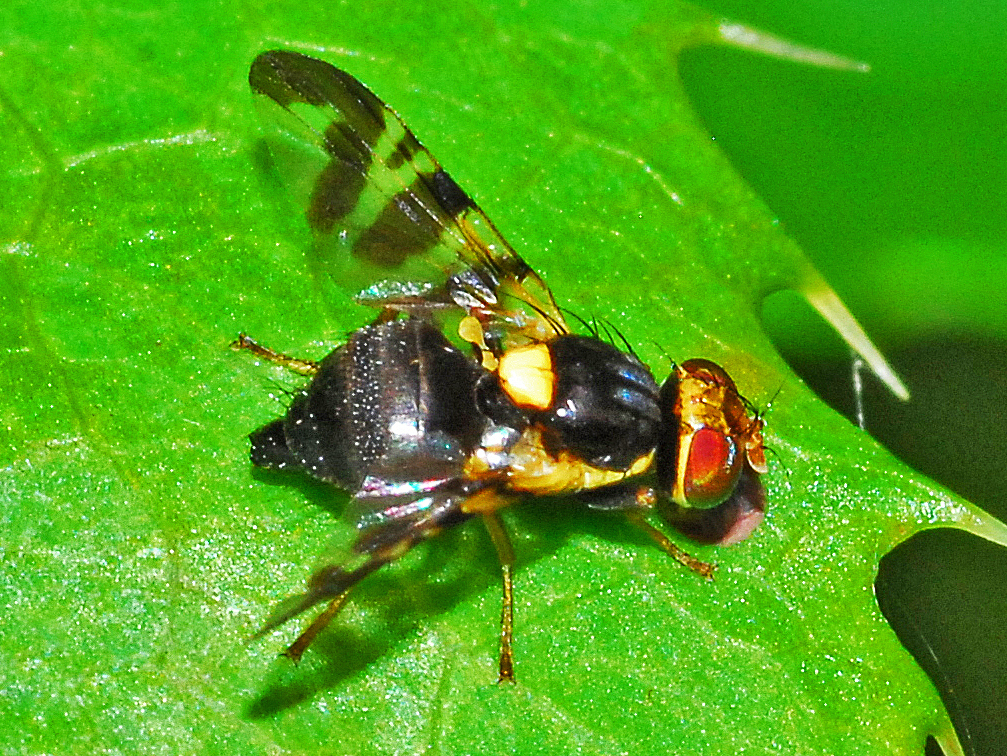
Imago